# Телевизијска мрежа
Телевизијска мрежа (скраћено: ТВ мрежа) је назив за мрежу која дистрибуира телевизијски садржај у облику телевизијских програма који се емитују преко појединачних телевизијских станица.
Све до средине 1980-их телевизијски програм широм света био је скоро у искључиво домену малог броја строго централизованих радиодифузних мрежа у појединим државама, а те мреже су своје порекло често имале у некадашњим радио мрежама. У многим од држава појединачне телевизијске станице нису биле ништа друго до одашиљачи за програм националне телевизијске мреже. Због тога се данас понекад израз телевизијски канал меша са изразом телевизијска мрежа.
С временом је развитак сателитске, кабловске и дигиталне телевизије довео до стварања телевизијских станица које на широком простору могу емитовати специфични програм за специфично гледаоце (Ем-Ти-Ви, Си-Ен-Ен, Еуроспорт).

## Преглед
У земљама у којима већина мрежа емитује идентичан, централно настали садржај на свим својим станицама и где већина појединачних телевизијских предајника стога раде само као велике „репетиторске станице“, термини „телевизијска мрежа“, „телевизија канал" (нумерички идентификатор или радио фреквенција) и „телевизијска станица” постали су углавном заменљиви у свакодневном језику, мада професионалци у занимањима везаним за телевизију настављају да праве разлику између њих. Унутар индустрије, понекад се ствара више нивоа међу групама мрежа на основу тога да ли њихово програмирање истовремено потиче из централне тачке и да ли главна контрола мреже има техничку и административну могућност да преузме програмирање њихових филијала у реалном времену када сматра да је то неопходно – најчешћи пример је током националних информативних догађаја.
Конкретно, у Северној Америци, многе телевизијске мреже доступне преко кабловске и сателитске телевизије су означене као „канали“ јер се донекле разликују од традиционалних мрежа у горе дефинисаном смислу, пошто су јединствене операције – немају филијале или компоненте, али уместо тога се дистрибуирају јавности путем кабловских или сателитских провајдера за директно емитовање. Такве мреже се обично називају терминима као што су „специјални канали“ у Канади или „кабловске мреже“ у САД.
Мрежа може, али не мора да производи све своје програме. Ако не, продукцијске компаније (као што су Варнер Брос телевизија, Универзал телевизија, Сони пикчерс телевизија и ТриСтар телевизија) могу дистрибуирати свој садржај на различите мреже, а уобичајено је да дата продукцијска кућа може имати програме који се емитују на два или више ривалске мреже. Слично томе, неке мреже могу да увозе телевизијске програме из других земаља или да користе архивиране програме да допуне своје распореде.
Неке станице имају могућност прекидања мреже путем локалног уметања телевизијских реклама, идентификације станица и хитних упозорења. Друге се потпуно одвајају од мреже ради сопственог програмирања, методом познатом као регионална варијација. Ово је уобичајено када су мале мреже чланови већих мрежа. Већина комерцијалних телевизијских станица је у сопственом власништву, иако је низ ових инстанци имовина телевизијске мреже која их поседује и њима управља. Комерцијалне телевизијске станице се такође могу повезати са некомерцијалном образовном агенцијом за емитовање. Такође је важно напоменути да су неке земље покренуле националне телевизијске мреже, тако да поједине телевизијске станице могу да делују као заједнички репетитори програма широм земље.
С друге стране, телевизијске мреже такође пролазе кроз предстојеће искуство великих промена у складу са културним варијететима. Појава кабловске телевизије учинила је доступним на главним медијским тржиштима програме попут оних који су намењени америчким бикултуралним Латиноамериканцима. Овако разнолика публика представља прилику за мреже и придружене компаније да рекламирају најбољи програм који треба да се емитује.
Ово објашњава аутор Тим П. Вос у свом апстрактном Културолошком објашњењу раног емитовања, где одређује циљане групе/нециљане групе, као и културну специфичност која се користи у ентитету телевизијске мреже. Вос напомиње да креатори политике нису изричито намеравали да створе ред емитовања којим доминирају комерцијалне мреже. Заправо, учињени су законодавни покушаји да се ограничи преферирани положај мреже.
Што се тиче појединачних станица, савремени мрежни оперативни центри обично користе аутоматизацију емитовања за обављање већине задатака. Ови системи се не користе само за програмирање и репродукцију видео сервера, већ користе тачно атомско време из система за глобално позиционирање или других извора да би одржали савршену синхронизацију са узводним и низводним системима, тако да се програмирање чини беспрекорним за гледаоце.

## Глобална заступљеност
Водећа међународна телевизијска мрежа је Бритиш Броадкастинг корпорација (BBC), која је можда најпознатија по својој новинској агенцији BBC News. У власништву Круне, Би-Би-Си ради првенствено у Уједињеном Краљевству. Финансира се из телевизијске лиценце коју плаћају британски становници који гледају било коју телевизију док се емитује, и као резултат тога, на њеним мрежама се не појављује комерцијално оглашавање. Изван Велике Британије, оглашавање се емитује јер се лиценцна накнада односи само на британске операције BBC-ја. Око 23.000 људи широм света је запослено у Би-Би-Си и његовој филијали,  BBC Studios. Експериментално телевизијско емитовање почело је 1929. године, користећи електромеханички систем од 30 редова који је развио Џон Логи Берд. Ограничено редовно емитовање програма коришћењем овог система почело је 1934. године, а проширена услуга (сада названа Би-Би-Си телевизијски сервис) почела је из Александра палате у новембру 1936. године.